# Diaea zonura
Diaea zonura là một loài nhện trong họ Thomisidae.
Loài này thuộc chi Diaea. Diaea zonura được Tord Tamerlan Teodor Thorell miêu tả năm 1892.